# Nannolaimoides decoratus
Nannolaimoides decoratus är en rundmaskart som beskrevs av Ott 1972. Nannolaimoides decoratus ingår i släktet Nannolaimoides och familjen Cyatholaimidae. Inga underarter finns listade i Catalogue of Life.